# کوت سبزل
کوت سبزل (به انگلیسی: Kot Sabzal) یک منطقهٔ مسکونی در پاکستان است که در پنجاب واقع شده‌است.